# Chat de bibliothèque

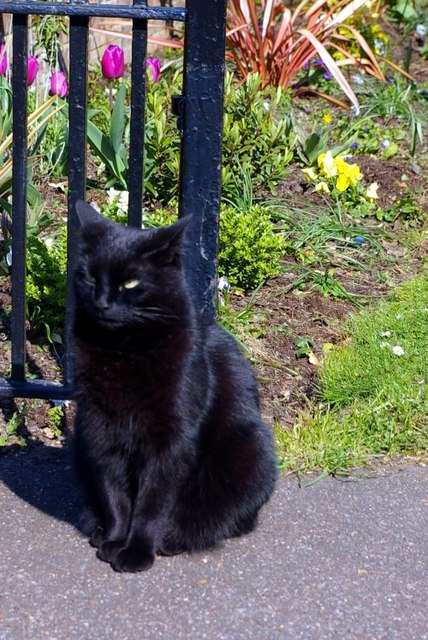
Sid, le chat de la bibliothèque de Rock Road à Cambridge, au Royaume-Uni.

Les chats de bibliothèque sont des animaux domestiques résidant dans les bibliothèques publiques.
Dans le passé, le chat a naturellement trouvé sa place en tant que gardien des livres contre la menace que posaient les rongeurs et cette association a perduré. Aujourd'hui, les chats de bibliothèque sont prisés tant pour leur fonction pratique que pour l'engouement qu'ils créent chez les usagers.

## Histoire
Le premier félin documenté comme ayant servi de chat de bibliothèque est le chat Pangur Bán, à propos duquel un moine de l'abbaye Saint-Paul du Lavanttal en Carinthie a rédigé un poème. Dans le manuscrit qui date du IXe siècle, le moine observe Pangur Bàn et vante ses mérites alors qu'il chasse les souris,.
Ce rôle de protecteur des écrits a servi de porte d'entrée dans le monde des lettres pour le chat. Au XIXe siècle, un règlement de la Bibliothèque nationale de France réservait un emploi pour un chat, dans la mesure où celui-ci se prouvait bon chasseur.
À la fin du XXe siècle, l'administration de la British Library a embauché sept chats, logés et nourris aux frais de la bibliothèque, afin d'éloigner les pigeons et de servir d'ambassadeurs envers le public.
En date du 18 mai 2013, selon le site Library cats map sur lequel les bibliothécaires étaient invités à inscrire le nom des chats servant de chats de bibliothèque dans les bibliothèques publiques, on comptait 809 chats de bibliothèque au monde, dont 302 étaient actifs.

## Tâches et fonctions

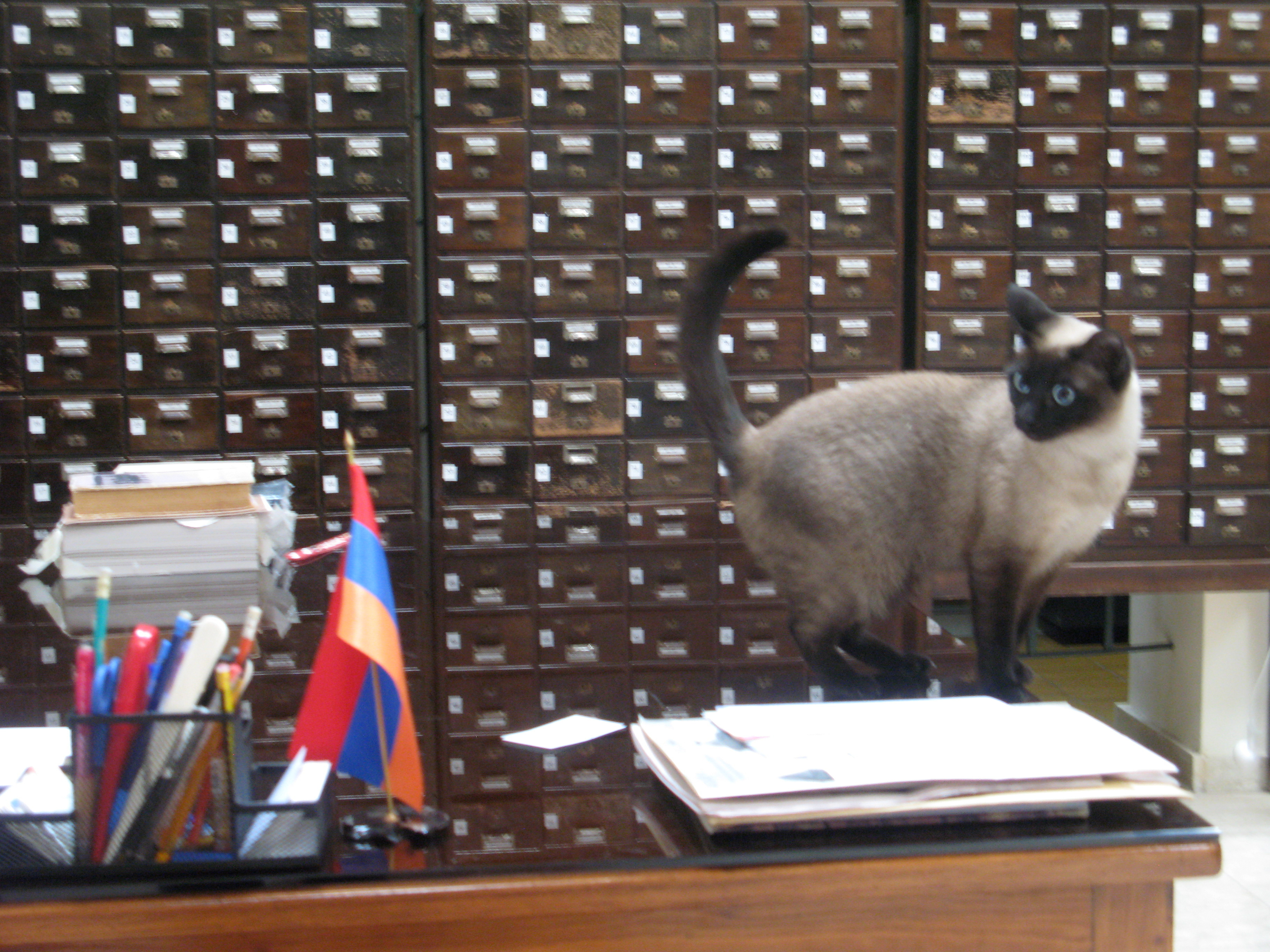
Le chat de la bibliothèque du Quartier arménien de la vieille ville de Jérusalem.

Alors que certains chats de bibliothèque continuent d'être employés principalement en tant que chasseurs de souris, pour d'autres, le rôle des chats de bibliothèque a beaucoup évolué.
Dans la lutte contre les rongeurs, une bibliothèque fait le choix d’accueillir des chats qui circulent essentiellement dans les espaces fermés au public, puisque cela suffit à éloigner les rongeurs indésirables.
Plusieurs éléments ont été pris en considération :
- Espace et heures de « travail » des chats : durant le jour, ils circulent dans les bureaux, les espaces accessibles uniquement par le personnel et durant la nuit, en raison du système d’alarme, ils dorment dans un espace plus délimité.

- Coût financier : les autres méthodes de lutte contre les rongeurs (pièges, poison…) n’ayant pas donné les résultats escomptés, l’accueil de chats a été envisagé notamment parce que c’est moins cher que la dératisation. L’expérience menée à la Médiathèque Françoise Sagan (Paris 10e arrondissement) en 2018 semble indiquer que le budget annuel dépasse de 20 % à 30 % celui un chat élevé par un particulier, et ce, grâce à la participation active de certains membres du personnel qui vont acheter la litière ou les croquettes au supermarché afin de diminuer les coûts.

- Concertation préalable avec le personnel : écoute et proposition de solutions, par exemple, des fauteuils et des espaces « interdits » aux félins pour accommoder les membres du personnel allergiques, phobiques ou tout simplement réticents.

- Implication de volontaires dans les soins des chats : pour les soins quotidiens, un planning est rempli par les membres du personnel. En cas d’évacuation à la suite du déclenchement des alarmes incendie, des sacs de transport sont disponibles.

- Implication de gardiens du bâtiment dans les situations d’urgence ou inhabituelles : durant les périodes de fermeture de la Médiathèque (et notamment durant la pandémie de COVID-19), ils se sont occupés des chats.

- La sélection des chats n’a pas été très élaborée : une vétérinaire a proposé des chats qui pouvaient être retournés à leur propriétaire originel si l’expérience était un échec. La question de leur aptitude à être un « bon chasseur » de rongeurs ne semble pas avoir été déterminante car il semblerait que leur seule présence suffit à faire fuir les rongeurs.

La conclusion de cette expérience entre 2018 et 2023 à la Médiathèque Françoise Sagan est que les souris ne sont pas revenues mais que l’entretien des chats peut être lourd à long terme. L’ensemble de l’équipe a souligné que la présence de chats à la médiathèque était positive et permettait à la médiathèque de se distinguer. L’idée avait été d’utiliser les chats comme vecteur de communication sur les réseaux sociaux de la médiathèque (Instagram et Facebook) mais cela ne s’est pas concrétisé en raison de problèmes de validation propres à la Ville de Paris. Pour certains, l’attachement aux chats n’est pas anodin : ces mascottes apaisent le personnel qui les câlinent, mais si l’un d’eux tombe malade, il peut y avoir un impact émotionnel fort.
Pour d’autres bibliothèques, les chats circulent librement dans les espaces publics et endossent bien des rôles, de celui de mascotte, de chroniqueur à celui de gestionnaire de communauté. De plus, alors que les bibliothèques publiques développent une présence accrue sur les réseaux sociaux, celles dotées d'un chat de bibliothèque en font immanquablement la promotion,,.
La présence d’un chat à la bibliothèque fait le plus souvent grimper les statistiques de fréquentation du lieu : accueil chaleureux des visiteurs, apaisement du stress des employés, baume pour des visiteurs qui ne peuvent avoir d’animaux à leur domicile par exemple. Pour certains, cette hausse de fréquentation des bibliothèques est cruciale à une époque où les coupes budgétaires des municipalités sont fondées sur l’avènement de l’internet, sur lequel on trouve supposément tout. Cependant, c’est oublier que tout le monde n’a pas d’ordinateur ou d’accès wifi ; c’est oublier ceux qui vivent isolés, personnes âgées ou encore des parents de jeunes enfants pour qui l’heure du conte hebdomadaire est un moment de répit. La bibliothèque est un lieu de démocratie, qui ne refuse personne, qui est gratuit. Les visiteurs qui viennent dire bonjour aux chats en profitent pour prendre un livre. Certains visiteurs ont même l’idée d’adopter un chat après avoir fréquenté leur bibliothèque qui a employé un chat errant ou de refuge.
Le fait de câliner un chat est calmant : une bibliothèque prête ainsi des « robots chats », dont les ronronnements soulagent les usagers sans les effets allergiques ni la charge de l’entretien.

## Controverses
La présence de chats de bibliothèque fait parfois l'objet de controverses d'ordre sanitaire.
Le conseil municipal de White Settlement au Texas a adopté une motion pour relocaliser Browser, le chat de la bibliothèque publique dont il était le résident depuis six ans, pour des raisons de sécurité et de santé publique. Une pétition de plus de 800 membres de la localité et l'attention médiatique provoquées par la diffusion de cette décision sur les réseaux sociaux ont forcé le conseil municipal à permettre à Browser de conserver son poste,,.
Le chat Muffin a perdu son poste dans une bibliothèque publique de Putnam Valley, New York, en raison de l'allergie d'un usager. Deux membres de la communauté ont été tellement déçus par cette décision qu'ils ont annulé des legs prévus dans leur testament au bénéfice de la bibliothèque. Le montant de ces legs perdus s'élevait à 80 000 $.

## Chats de bibliothèque notoires
- Dewey Readmore Books : Trouvé par Vicki Myron dans la chute à livres de la Spencer Public Library, en Iowa, ce chat abandonné devenu chat de bibliothèque a fait l'objet de deux biographies et est la vedette de plusieurs livres pour enfants. Il fut la mascotte fidèle de sa bibliothèque pendant dix-neuf ans[14],[15].

- Baker et Taylor : Recrutés par la Douglas County Public Library à Minden, Nevada, pour combattre une infestation de rongeurs, Baker et Taylor ont capturé le cœur de leur communauté ainsi que l'intérêt national lorsqu'ils sont devenus les mascottes officielles de Baker & Taylor, une compagnie de distribution de livres d'envergure aux États-Unis[16],[17].
- Browser : pendant 18 ans, il était la mascotte de la Bibliothèque publique de Pine River, et chroniqueur du Pine River Journal[18] : il apparaît dans le documentaire If only cats could talk[19].